# Southpaw (musikalbum)
Southpaw är Gilbert O'Sullivans femte studioalbum, utgivet i november 1977 på skivbolaget MAM. Albumet är producerat av Gordon Mills.

## Låtlista
Placering i England=UK
1. "Intro"
2. "You Got Me Going"
3. "No Telling Why"
4. "Tomorrow Today"
5. "The Best Fun I Ever Had"
6. "I Remember Once"
7. "Intro (Side 2)"
8. "I Of Course Replied"
9. "That's Where I Belong"
10. "My Love And I"
11. "If I Can't Have You All"
12. "Miss My Love Today"
13. "I'll Believe it When I See It" (UK #52, singel A-sida)
14. "Just as You Are" (B-sidan till singeln "I'll Believe it When I See It")
15. "You Never Listen to Reason" (singel A-sida)
16. "Call on Me" (B-sidan till singeln "You Got Me Going")
17. "Doing What I Know" (singel A-sida)
18. "To Each His Own" (singel A-sida)
19. "Can't Get You Out Of My Mind" (B-sidan till singeln "To Each His Own")
20. "As Long As I Can" (B-sidan till singeln "You Got Me Going")
21. "Our Own Baby" (B-sidan till singeln "No Telling Why")

Fotnot: Spår 13 - 21 är bonusspår på nyutgåvan som gavs ut på skivbolaget Salvo 4 juni 2012.
Samtliga låtar är skrivna av Gilbert O'Sullivan.